# トーマツコンサルティング
トーマツ・コンサルティングは、日本の持株会社であるトーマツ・コンサルティング・ホールディングス株式会社（東京都）傘下にあるコンサルティング会社の総称である。具体的には、「トーマツコンサルティング（中京）」、「トーマツコンサルティング（関西）」、「トーマツコンサルティング（西日本）」の3社を示し、いずれも地域密着型のコンサルティング業務を行っている。
2010年10月にデロイトトーマツコンサルティング（東京）と統合。